# جودي هوليداي
جودي هوليداي (بالإنجليزية: Judy Holliday) ‏ (21 يونيو 1921 - 7 يونيو 1965) هي ممثلة وكوميدية ومغنية أمريكية. بدأت حياتها المهنية كجزء من عرض نادي ليلي قبل أن تعمل في مسرحيات وعروض برودواي الموسيقية. نجاحها في مسرحية عام 1946 ولدت البارحة أدى إلى أن تصبح ضمن طاقم عمل النسخة السينمائية عام 1950 والتي فازت عليها جائزة الأوسكار لأفضل ممثلة وغولدن غلوب لأفضل ممثلة في فيلم موسيقي أو كوميدي. ظهرت هوليداي بانتظام في الأفلام خلال خمسينات القرن العشرين. وقد لوحظت لأدائها على برودواي في العرض المسرحي الموسيقي أجراس تقرع، ما جعلها تفوز بجائزة توني لأفضل أداء لممثلة الرائدة في فيلم موسيقي وإعادة أداء دورها في فيلم عام 1960.

## وصلات خارجية
- جودي هوليداي على موقع IMDb (الإنجليزية)
- جودي هوليداي على موقع الموسوعة البريطانية (الإنجليزية)
- جودي هوليداي على موقع روتن توميتوز (الإنجليزية)
- جودي هوليداي على موقع ألو سيني (الفرنسية)
- جودي هوليداي على موقع ميوزك برينز (الإنجليزية)
- جودي هوليداي على موقع تيرنر كلاسيك موفيز (الإنجليزية)
- جودي هوليداي على موقع أول موفي (الإنجليزية)
- جودي هوليداي على موقع قاعدة بيانات برودواي على الإنترنت (الإنجليزية)
- جودي هوليداي على موقع قاعدة بيانات برودواي على الإنترنت (الإنجليزية)
- جودي هوليداي على موقع قاعدة بيانات الأفلام السويدية (السويدية)